# Salles-Arbuissonnas-en-Beaujolais
Salles-Arbuissonnas-en-Beaujolais es una comuna francesa situada en el departamento de Ródano, de la región de Auvernia-Ródano-Alpes. Pertenece a la comunidad de aglomeración Villefranche-Beaujolais-Saône.

## Historia
Se formó en enero de 1975 por la agrupación de las comunas de Salles y de Arbuissonnas.

## Demografía
| 461 | 517 | 459 | 513 | 507 | 629 | 732 | 823 | 791 |
| Para los censos de 1962 a 1999 la población legal corresponde a la población sin duplicidades (Fuente: INSEE [Consultar]) |     |     |     |     |     |     |     |     |